# Список послов СССР и России в Марокко
В статье представлен список послов СССР и России в Королевстве Марокко.

## Хронология дипломатических отношений
- 4 декабря 1897 г. — установлены дипломатические отношения между Российской империей и Марокко. Открыто генеральное консульство в Танжере.
- 30 марта 1912 г. — Марокко перешло под протекторат Франции.
- 29 августа — 4 сентября 1958 г. — установлены дипломатические отношения между СССР и Марокко на уровне посольств.

## Список послов
| Срок полномочий                   | Посол                          | Годы жизни | Вручение верительных грамот | Комментарии                           |
| --------------------------------- | ------------------------------ | ---------- | --------------------------- | ------------------------------------- |
| Российская империя                |                                |            |                             |                                       |
| 4 декабря 1897 — 1906             | Василий Романович Бахерахт     | 1851—1916  |                             | Министр-резидент и генеральный консул |
| 1907 — 1912                       | Пётр Сергеевич Боткин          | 1865—1933  |                             | Министр-резидент и генеральный консул |
| 28 февраля 1912 — 1912            | Иван Яковлевич Коростовец      | 1862—1933  |                             | Посланник. Указ отменён               |
| СССР                              |                                |            |                             |                                       |
| 11 октября 1958 — 20 июля 1962    | Дмитрий Петрович Пожидаев      | 1913—1989  | 5 ноября 1958               |                                       |
| 20 июля 1962 — 13 августа 1965    | Алексей Алексеевич Шведов      | 1915—1991  | 31 октября 1962             |                                       |
| 13 августа 1965 — 25 октября 1972 | Лука Фомич Паламарчук          | 1906—1986  | 4 ноября 1965               |                                       |
| 25 октября 1972 — 26 декабря 1973 | Сергей Петрович Киктев         | 1915—1980  | 12 декабря 1972             |                                       |
| 26 декабря 1973 — 3 октября 1978  | Дмитрий Петрович Горюнов       | 1915—1992  | 29 января 1974              |                                       |
| 3 октября 1978 — 24 декабря 1983  | Евгений Викторович Нерсесов    | 1921—2009  | 24 января 1979              |                                       |
| 24 декабря 1983 — 1990            | Малик Сабирович Фазылов        | 1927—1995  | 25 июля 1984                |                                       |
| 1990 — 25 декабря 1991            | Юрий Михайлович Рыбаков        | 1930—2023  |                             |                                       |
| Российская Федерация              |                                |            |                             |                                       |
| 25 декабря 1991 — 2 ноября 1992   | Юрий Михайлович Рыбаков        | 1930—2023  |                             |                                       |
| 16 декабря 1992 — 31 декабря 1999 | Василий Иванович Колотуша      | 1941—2020  |                             |                                       |
| 31 декабря 1999 — 17 февраля 2004 | Юрий Михайлович Котов          | 1941—      |                             |                                       |
| 17 февраля 2004 — 27 августа 2008 | Александр Аврельевич Токовинин | 1956—      |                             |                                       |
| 27 августа 2008 — 4 июля 2013     | Борис Фёдорович Болотин        | 1950—      |                             |                                       |
| 4 июля 2013 — 24 апреля 2018      | Валерий Павлович Воробьёв      | 1945—      |                             |                                       |
| 24 апреля 2018 — 27 мая 2022      | Валерьян Владимирович Шуваев   | 1955—2024  | 24 августа 2018             |                                       |
| 27 мая 2022 — настоящее время     | Владимир Викторович Байбаков   | 1958—      | 2 октября 2023              |                                       |